# Saint-Aubin-du-Cormier
Saint-Aubin-du-Cormier é uma comuna francesa na região administrativa da Bretanha, no departamento Ille-et-Vilaine. Estende-se por uma área de 27,57 km². Em 2010 a comuna tinha 4 061 habitantes (densidade: 147,3 hab./km²).